# جون أرمسترونغ (سياسي نيوزلندي)
جون أرمسترونغ (بالإنجليزية: John Armstrong)‏ هو سياسي نيوزلندي، ولد في 29 مارس 1935 في وانجانوي في نيوزيلندا، وتوفي في 5 ديسمبر 2018 في نيوزيلندا. انتخب عضو مجلس النواب النيوزيلندي عن دائرة New Plymouth (New Zealand electorate) ‏ (1990 – 1993).